# Canotaje en los Juegos Suramericanos de 2014: C1 200m femenino
La prueba de C1 200m femenino en Santiago 2014 se llevó a cabo el 14 de marzo de 2014 en la Laguna de Curauma, Región de Valparaíso. Participaron en la prueba 5 canoteras.

## Resultados
| Rank              | Calle | Nacionalidad | Canotera            | Tiempo Total | Diferencia |
| ----------------- | ----- | ------------ | ------------------- | ------------ | ---------- |
| Medalla de oro    | 6     | Ecuador      | Anggie Avegno       | 0:47.351     |            |
| Medalla de plata  | 3     | Chile        | Nancy Millán        | 0:47.468     | +0.117     |
| Medalla de bronce | 5     | Brasil       | Valdenice Conceição | 0:48.773     | +1.422     |
| 4                 | 7     | Perú         | Keren Guerra        | 0:58.265     | +10.914    |
| 5                 | 4     | Argentina    | Pamela Basualdo     | 1:02.319     | +14.968    |